# Морено, Луиза
Луиза Морено (англ. Luisa Moreno), урождённая Бланка Роса Лопес Родригес (исп. Blanca Rosa López Rodríguez; 30 августа 1907, Гватемала — 4 ноября 1992) — гватемальская общественная активистка и участница рабочего движения США. Она объединяла рабочих в профсоюзы, возглавляла забастовки, писала брошюры на английском и испанском языках и созвала в 1939 году Congreso de Pueblos de Habla Española, «первую национальную ассамблею за гражданские права латиноамериканцев», прежде чем была выдворена из США за прежнее членство в Компартии и вернулась в Гватемалу в 1950 году.

## Ранние годы
Морено родилась в богатой семье в городе Гватемала. Разочарованная гендерными ограничениями в получении образования, она вместе с Габриэлой Мистраль организовала своих сверстниц в группу «Ла Сосьедад» для борьбы за приём женщин в университеты Гватемалы. Отказавшись от своего элитного статуса, в возрасте девятнадцати лет она отправилась в Мехико, чтобы вести карьеру журналистки и создавать поэзию. В 1927 году она вышла замуж за художника Анхеля Де Леона, и в следующем году они вместе переехали в Нью-Йорк. Там у неё родилась дочь Митил.
В этом городе впечатление на неё произвели дискриминация латиноамериканцев, особенно жестокая расправа полиции над пикетчиками во главе с Гонсало Гонсалесом, протестовавшими против фильма Warner Bros. «Под техасской луной» (1930) как антимексиканского. Убийство Гонсалеса полицейскими вызвало протест выходцев из различных латиноамериканских сред, участие в котором приняла и Морено. Позже она рассказала Берту Короне, что этот опыт «побудил её работать во имя объединения испаноязычных сообществ». Она была выпускницей католического женского университетского колледжа Святых Имен в Окленде (Калифорния).

## Профсоюзный активизм и борьба за гражданские права
В 1929 году грянула Великая депрессия, и чтобы поддержать дочь и безработного мужа, Морено работала швеей в испанском Гарлеме. Она организовала своих коллег, большинство из которых были латиноамериканцами, в профсоюз швейников. Вскоре, в 1930 году, Морено вступила в Коммунистическую партию США.
В 1935 году Морено стала профессиональным органайзером Американской федерации труда. Она ушла от поднимавшего на неё руку мужа и поселилась с дочерью во Флориде, где объединила в профсоюз афроамериканцев и латиноамериканцев, занимающихся скручиванием сигар. Затем она присоединилась к новому профсоюзному объединению — Конгрессу производственных профсоюзов (КПП) и участвовала в радикальных протестах рубежа 1935—1936 годов. После отъезда она стала представительницей Объединения рабочих консервных, сельскохозяйственных, упаковочных и смежных отраслей Америки (UCAPAWA) и редактором его испаноязычной газеты (в 1940 году).
В качестве представительницы UCAPAWA она помогала организовывать рабочих заводов по переработке орехов пекан в Сан-Антонио (штат Техас), и работников консервных заводов в Лос-Анджелесе. Она также поощряла солидарность и союзы между занятыми на разных предприятиях, расширяла возможности других работниц и настоятельно поощряла женщин брать на себя руководящие роли в профсоюзных организациях.
В 1937 году она поселилась в районе Энканто в Сан-Диего, продолжая отсюда свою общенациональную деятельность.
В 1939 году она вместе с Жозефиной Фиерро де Брайт и Эдуардо Кеведо была одним из главных организаторов Конгресса испаноязычных народов (El Congreso de Pueblos de Habla Española). Она взяла годичный отпуск из UCAPAWA, чтобы путешествовать по США, посещая латиноамериканских рабочих на восточном побережье и юго-западе и привлекая на свою сторону беженцев гражданской войны в Испании.
В 1940 году ее попросили выступить перед Американским комитетом по защите иностранцев (ACPFB). Её выступление, ставшее известным как речь «Караван скорби», красноречиво описало жизнь мексиканских рабочих-мигрантов. Части её были перепечатаны в брошюрах Комитета:

Эти люди не чужаки. Они принесли свои стойкость, жертвенность, молодость и труд на Юго-Запад. Косвенно они заплатили больше налогов, чем все акционеры агропромышленного комплекса Калифорнии вместе взятые, сахарные компании и крупные хлопковые предприятия, работающие с использованием труда мексиканских рабочих.
В том же году она вместе со своим другом Робертом Гальваном основала бюро по трудоустройству в Сан-Диего. Она также организовала рабочих консервных заводов в районе Сан-Диего и убедила работодателей не нанимать рабочих-штрейкбрехеров. С началом Второй мировой войны, когда оборонная промышленность стала крупным работодателем в США, мексиканцам всё ещё было запрещено работать в нефтяной промышленности, на верфях и в других областях, связанных с войной, оставляя им лишь самые низкооплачиваемые должности. Морено раскритиковала эту дискриминацию, отметив, что «Калифорния стала процветающей благодаря тяжелому труду и поту мексиканской иммиграции, занимающейся её отраслью номер один — сельским хозяйством. Теперь они сохранили истинный и прочный патриотизм по отношению к демократической стране, которая отказывается предоставить им гражданство или даже основные гражданские права».
В 1942 году Морено приняла участие в судебном процессе по делу об убийстве в Сонной лагуне. Вместе со своим давним другом Бертом Короной и адвокатом Кэри МакВильямсом она организовала Комитет защиты Сонной лагуны. Помимо организации юридической помощи, Комитет стремился положить конец сенсационистским слухам о городских «партизанских войнах» между военнослужащими и несуществующими «жестокими бандами» мексикано-американской субкультуры пачуко. Она также расследовала злоупотребления со стороны военнослужащих в Сан-Диего, консультируя по этому вопросу члена городского совета Чарльза К. Дейла. Расследование возмутило сенатора штата Калифорния Джека Б. Тенни, который набросился на Морено, публично обвинив её в участии в «антиамериканском заговоре».
В это же время она продолжала свою деятельность в рабочем движении. В городе Эль-Монте она представляла сборщиков грецких орехов при поддержке Калифорнийской ассоциации производителей грецкого ореха.
В 1947 году она вышла замуж за Грея Бемиса, ветерана военно-морского флота из Небраски, который был делегатом национального съезда Социалистической партии Америки 1932 года. Бемис разделял интерес Морено к гражданским правам американцев мексиканского происхождения и вёл фотодокументацию многих её действий.
В конце 1940-х годов Морено основала отделение Мексиканского комитета по гражданским правам в Сан-Диего. Выступая перед отделениями организации «Молодые прогрессисты Америки», она предупреждала, что расовая напряженность и антикоммунистическая истерия усиливают стереотипы, расовый профайлинг и жестокость полиции в отношении американцев мексиканского происхождения и других этнических меньшинств.

## Депортация и дальнейшая жизнь
В 1950-е годы Служба иммиграции и натурализации (INS) провела операцию Wetback по насильственной депортации мексиканцев и американцев мексиканского происхождения. Прежде всего операция была нацелена на лидеров профсоюзов. В то время Морено слыла законопослушной, но её активизм, в особенности прежняя деятельность в КПП и КП США, нажил ей врагов среди маккартистов. Они с мужем получали множество писем с угрозами за своё противостояние полицейским злоупотреблениям. Важную роль в её депортации сыграл cенатор Тенни, назвавший её «опасной чужачкой». Ей предложили гражданство в обмен на дачу показаний против Гарри Бриджеса, но она отказалась быть «свободной женщиной с заложенной душой».
30 ноября 1950 года Морено и её муж Грей Бемис покинули Соединенные Штаты через Сьюдад-Хуарес, направившись в Мехико. Ордер на её депортацию был выдан на том основании, что она когда-то была зарегистрирована как член Коммунистической партии, хотя с 1935 года она не принимала участия в этой организации.
В конце концов, пара поселилась в Гватемале, но была вновь вынуждена бежать, когда в 1954 году в результате переворота, спонсируемого ЦРУ, был свергнут местный прогрессивный президент Хакобо Арбенс Гусман.
После триумфа Кубинской революции 1959 года и установления коммунистического правительства под руководством Фиделя Кастро Морено некоторое время преподавала на острове. Позже она вернулась в Гватемалу, где перед смертью дала интервью нескольким историкам.

## Наследие
Хотя Луиза Морено является важной фигурой в американском рабочем движении и защите прав лиц латиноамериканского происхождения в США, её вклад часто упускали из виду. Только с 1970-х годов активисты и историки начали реконструировать её роль в этих движениях и отдавать ей должное. Среди них — художница-монументалистка и преподавательница Джуди Бака, увековечившая память о Морено и организации рабочих Кал Сан на своей Великой стене в Лос-Анджелесе, отображающей историю города. История Морено была представлена в инсталляции «Американское предприятие» Национального музея американской истории. 15 сентября 2023 года Google представил Луизу Морено в дудле Google в честь месяца латиноамериканского наследия.